# Papirusz

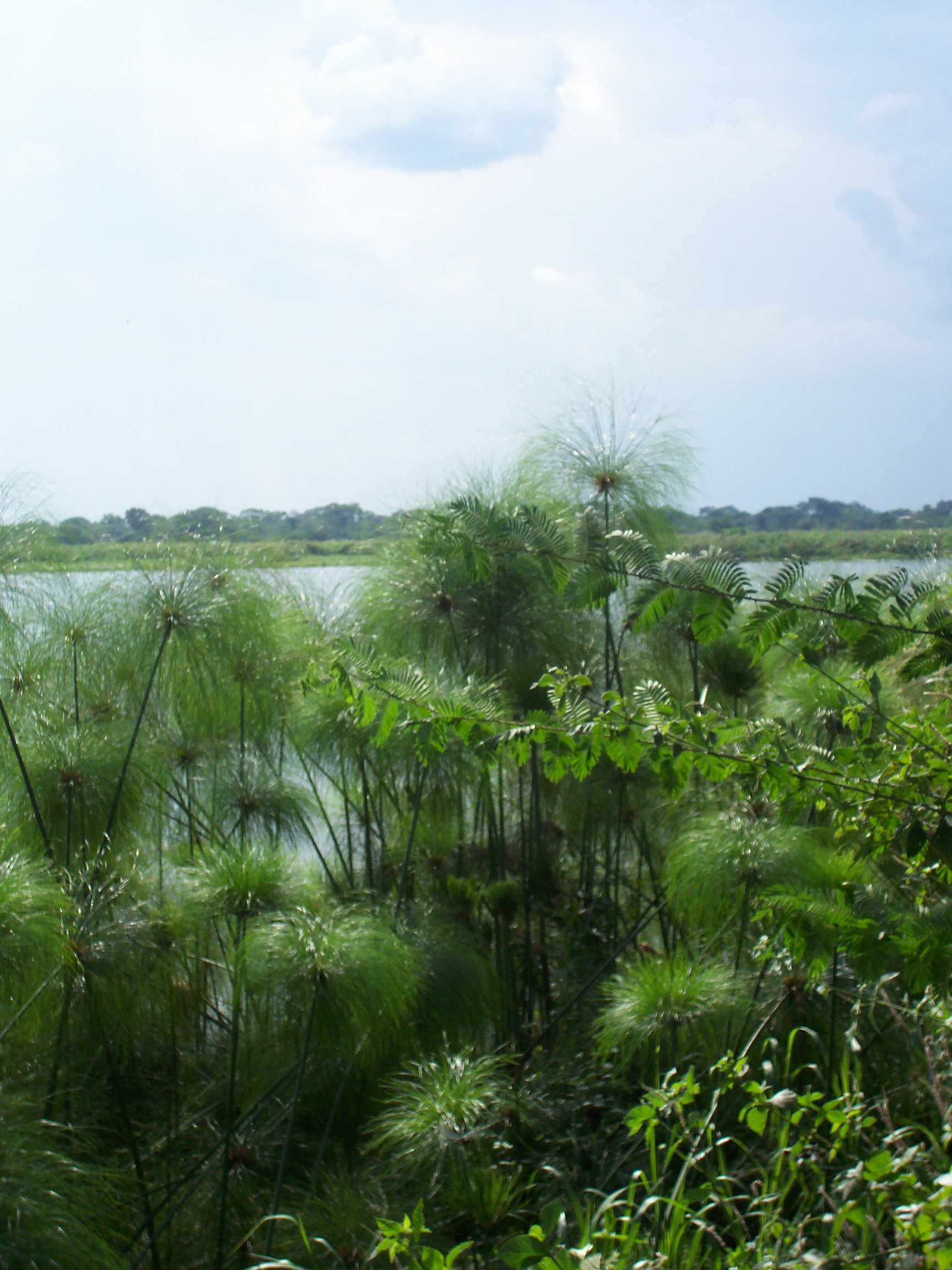
Nílusi papiruszsás

A papirusz növényi rostokból – elsősorban a papiruszsásból – készített, írásra alkalmas felületű anyag. Általában tekercsben tárolták, mert a hajtogatást nem tűri. A korai egyiptomi köznapi írás legfontosabb alapanyaga, amely meghatározta az írásfejlődést is. A korai középkorban Európában is elterjedt, de Egyiptom 641-es arab megszállása után az alapanyag hozzáférhetetlenné vált, ezért jelentőségét elvesztette, és más anyagokkal próbálták helyettesíteni.

## Az első íráshordozók
Az emberiség körülbelül i. e. 3000 óta használja az írást gondolatai rögzítésére. Eleinte leginkább kint, a szabad természetben található anyagokra vésték az emberek írásaikat, ilyen volt például a kő. Majd később erre a célra külön megformázták magukat a köveket, hogy könnyebb legyen a használatuk. Voltak olyan területek, ahol nem lehetett olyan könnyen követ találni, például a síkságok. Ezeken a helyeken az agyagtáblákat használták, mint íráshordozókat. Abba vésték bele az írást, majd napon szárították és kiégették. Az Ókori Egyiptomban a papiruszsásból (Cyperus papyrus) készített papirusz íveket használták az írás rögzítésére. A papiruszsás élőhelye főleg a Nílus vidéke volt. Európában később a pergamen vált fontossá, amely juh- és kecskebőrből készült.

## A papirusz anyaga
Idősebb Plinius, más néven Caius Plinius Secundus (Maior), római író, polihisztor ókori enciklopédisták munkájában ír a papirusz alapanyagáról, a papiruszsásról. A növénynek  vastag, ferde gyökértörzse van, amiből  szár nő ki, majd buzogány formájú fejben végződik. Magja nincs. A gyökeret, kérget sok-sok célra (csónak, kötél, gyékény) használják fel az ott élők. A négy méterre is megnövő növény szárát valamint a belét használják fel. A vadon növő papirusznád nem elégítette ki a szükségleteket, ezért ültetvényeken termesztették. Az ültetvények részben állami, részben magántulajdonban voltak.

## A papirusz készítése

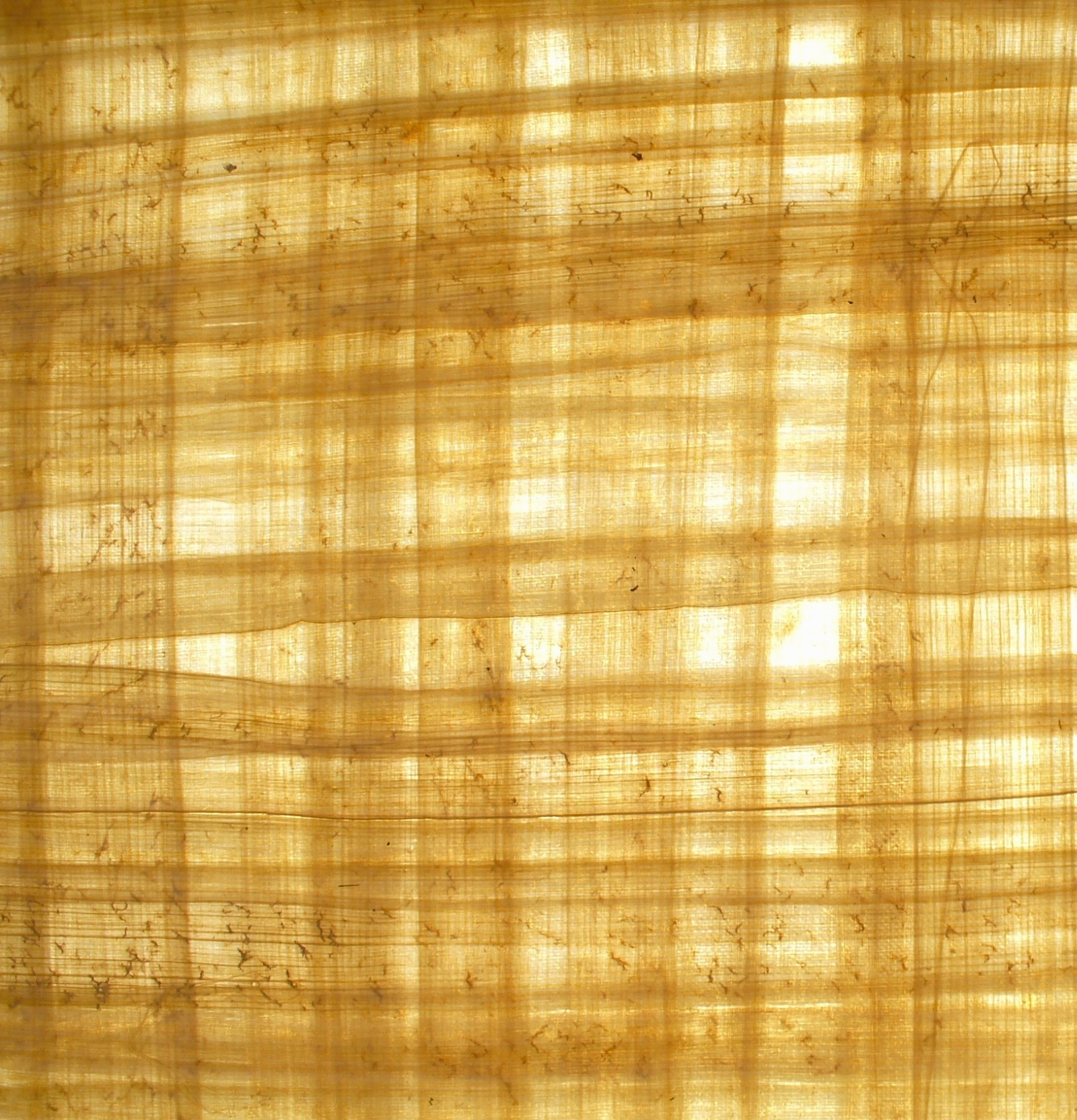
A papirusz anyaga

A papiruszsás rostos szárából vékony szeleteket vágtak, amelyeket egy vízzel nedvesített deszkalapon szorosan egymás mellé helyeztek, és simára kalapáltak. Ezekre keresztben újabb csíkokat fektettek, és fakalapáccsal – további nedvesítés közben – a két réteget összedolgozták. A papiruszlapokat a napon megszárították, majd  kő- vagy csonteszközzel a felületüket simára csiszolták. Ezután összeragasztották, és tekercs formájában hozták forgalomba. Az egyiptomiak később kidolgozták a maguk eszközeit a papirusz készítésére, amely lehetővé tette a papirusz tömeges gyártását. Az eszköz anyagát és formáját máig sem ismerjük.
A ma ismeretes legrégibb papirusztekercs négy és félezer éves, tehát ezt az anyagot több mint három évezreden át használta az emberiség írásra. Gyártása csak a X-XI. század körül szűnt meg. (A XII. században, Európában megjelent a papír, amely tartósabb volt, mint a papirusz, és olcsóbb, mint a pergamen.) A  szicíliaiak is foglalkoztak papiruszkészítéssel, valószínűleg ők látták el az itáliai városállamok és a pápai állam hivatalait. Plinius hosszasan leírja a papiruszkészítés folyamatát, így beszél többek között a papirusz szalagokra hasogatásáról, a Nílus vizének felhasználásáról is, mely szerinte a ragasztásnál is fontos szerepet játszik. Préselés után következik a szárítás, majd az összefűzés és a fakalapáccsal történő vékonyítás, valamint az újrapréselés. Más forrásokban is olvashatjuk, hogy az egymásra fektetett csíkokat addig döngölik egy sulyokszerű eszközzel, amíg a bennük lévő nedvesség az egészet egyetlen, homogén lappá össze nem ragasztja.
A papiruszt hamisítják. A hamis „papiruszt” banánlevélből hasonló eljárással készítik, mint az eredetit.

## A papirusz használata

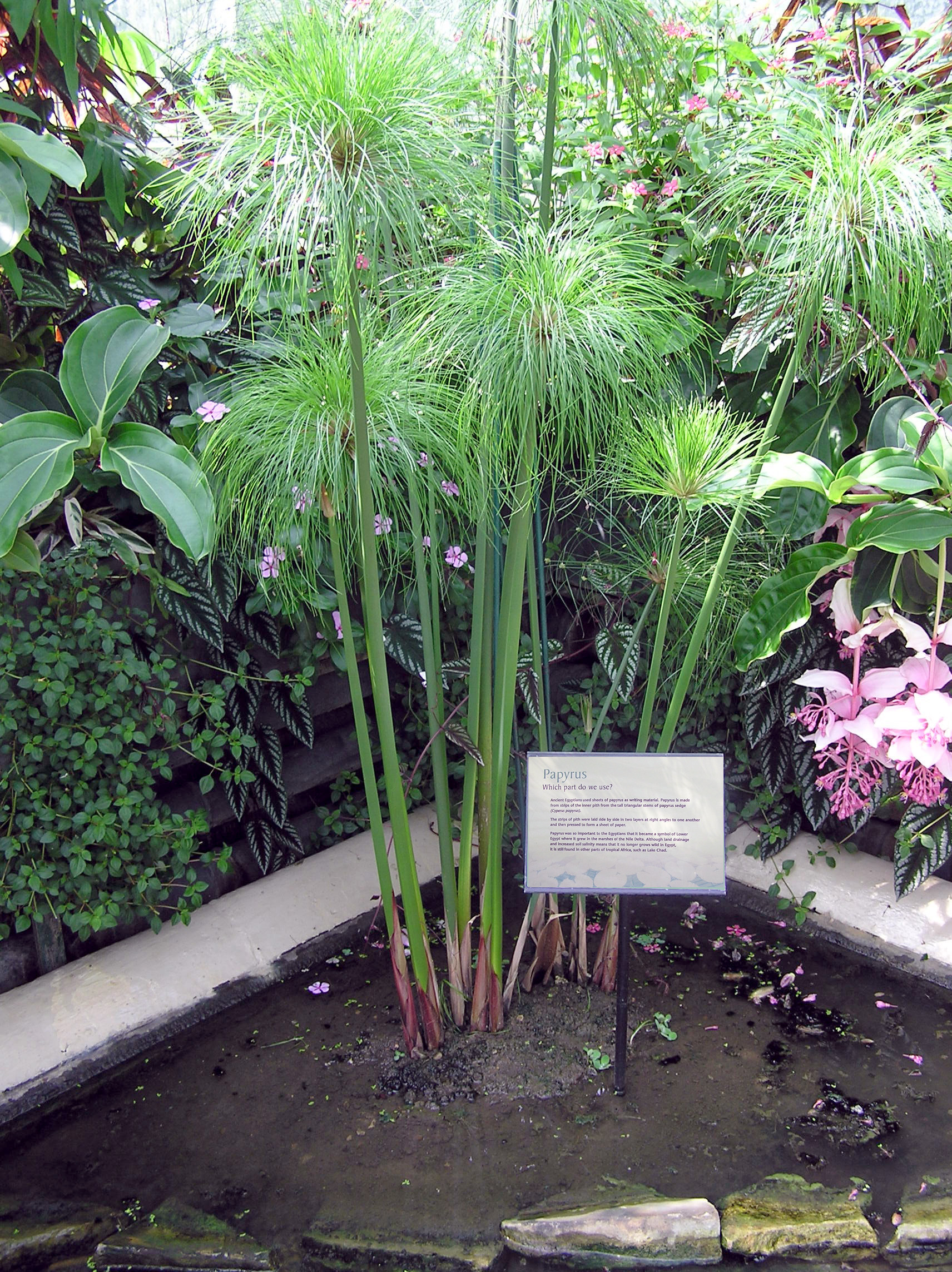
Papiruszsás (Cyperus papyrus)

Amíg hegyesre vágott kákával írtak rá, addig mindegy volt, hogy melyik oldalára írnak, de az i. e. III. században elkezdték használni a hasított hegyű nádtollat, amellyel már csak a színére írhattak, mert a visszáján a tinta szinte szétfröccsent. Jól lehetett rá írni, könnyen lehetett szállítani, ezért az ókori népek szívesen használták. Egyetlen gyengéje volt csupán: nem állta az időt. A papiruszt tekercselték. Két formája ismeretes, a lepecsételt és a pecsét alatt átkötött. Az átkötéshez szükséges papiruszfonal neve az itr. A tekercs felnyitása a pecsét feltörése és az átkötő zsineg megoldása révén történt. Papiruszból készült a védőcsík is, amely a papiruszvégeket védte. Arra törekedtek az ókorban, hogy egy-egy nagyobb mű vagy szöveggyűjtemény egy papiruszra kerüljön, ezért negyven méter hosszú papiruszról is tudunk.

## Kereskedelme az ókorban
A papiruszt hajókon szállították Egyiptomból Rómába. Nem csupán készáru formájában vették, hanem nyersanyagként is. 
Mivel a papirusznövény szinte kizárólag csak Egyiptomban termett (a Nílus középső folyása mentén és annak deltájában), valamint Szíriában az Eufrátesz vidékén, az egyiptomiak valóságos világmonopóliumot hoztak létre. 
A papirusz elsőrendű áru volt, ezért alaposan meg is kérték az árát.

## Kapcsolódó szócikk
- Papirológia